# Forschungsreisender
|                                            | Dieser Artikel wurde im Portal Wissenschaft zur Verbesserung eingetragen. Hilf mit, ihn zu bearbeiten, und beteilige dich an der Diskussion! |
| Vorlage:Portalhinweis/Wartung/Wissenschaft | |

Ein Forschungsreisender ist eine Person, die eine Forschungsreise unternimmt.
Forschungsreisende hat es in fast allen Epochen der menschlichen Geschichte gegeben. Sie sind im Wesentlichen daran interessiert, Daten und Erkenntnisse über meist neu entdeckte Gebiete der Erde zu erhalten. Dazu bereiten sie sich zunächst intensiv auf ihren neuen Aufenthaltsort vor, indem sie
1. die vorhandenen Kenntnisse aufnehmen
2. soweit möglich die regionalen Sprachen erlernen
3. das Material und die notwendigen Gerätschaften beschaffen und geeignet zusammenstellen oder verpacken
4. ein Team zusammenstellen, das harmoniert und in dem alle wesentlichen Fähigkeiten vertreten sind, die am Zielort vermutlich benötigt werden, um die Forschungsreise zu einem Erfolg werden zu lassen
5. den geeigneten Zeitpunkt für den Start der Reise sowie den Reiseweg soweit möglich planen.

Mitunter ist die Grenze zwischen Forschungsreise und Abenteuer nicht klar zu ziehen. Eine Forschungsreise kann auch mit einem Eroberungsfeldzug einhergehen, wie beispielsweise die ägyptische Expedition 1799 unter Napoléon Bonaparte. Speziell im 19. Jahrhundert verstanden Forschungsreisende sich oft auch als Pioniere kolonialer Unterwerfung, z. B. Karl von Gravenreuth. 
Siehe auch: Liste der Entdecker, Geographie